# Ctena reevei
Ctena reevei is een tweekleppigensoort uit de familie van de Lucinidae. De wetenschappelijke naam van de soort is voor het eerst geldig gepubliceerd in 1863 door Deshayes.